# Emerging Infectious Diseases
Emerging Infectious Diseases is een medisch-wetenschappelijk tijdschrift dat wordt uitgegeven door de Centers for Disease Control and Prevention (CDC) in de Verenigde Staten. De teksten van het tijdschrift zijn vrijgegeven in het publieke domein en het tijdschrift wordt maandelijks gepubliceerd door het CDC National Center for Emerging and Zoonotic Infectious Diseases.
Het tijdschrift behandelt nieuwe en terugkerende infectieziekten op een wereldwijde schaal en tracht kennis te verspreiden over medische noodgevallen en preventie, beheersing en bestrijding van infectieziekten. Volgens de Journal Citation Reports was de impactfactor van het tijdschrift in 2014 6.751 en nam het de derde plaats in van 78 academische tijdschriften over infectieziekten.